# بال پرنده

اسکلت بال پرنده. مکان‌های اتصال گروه‌های مختلف پرهای پرواز نشان داده شده‌است.

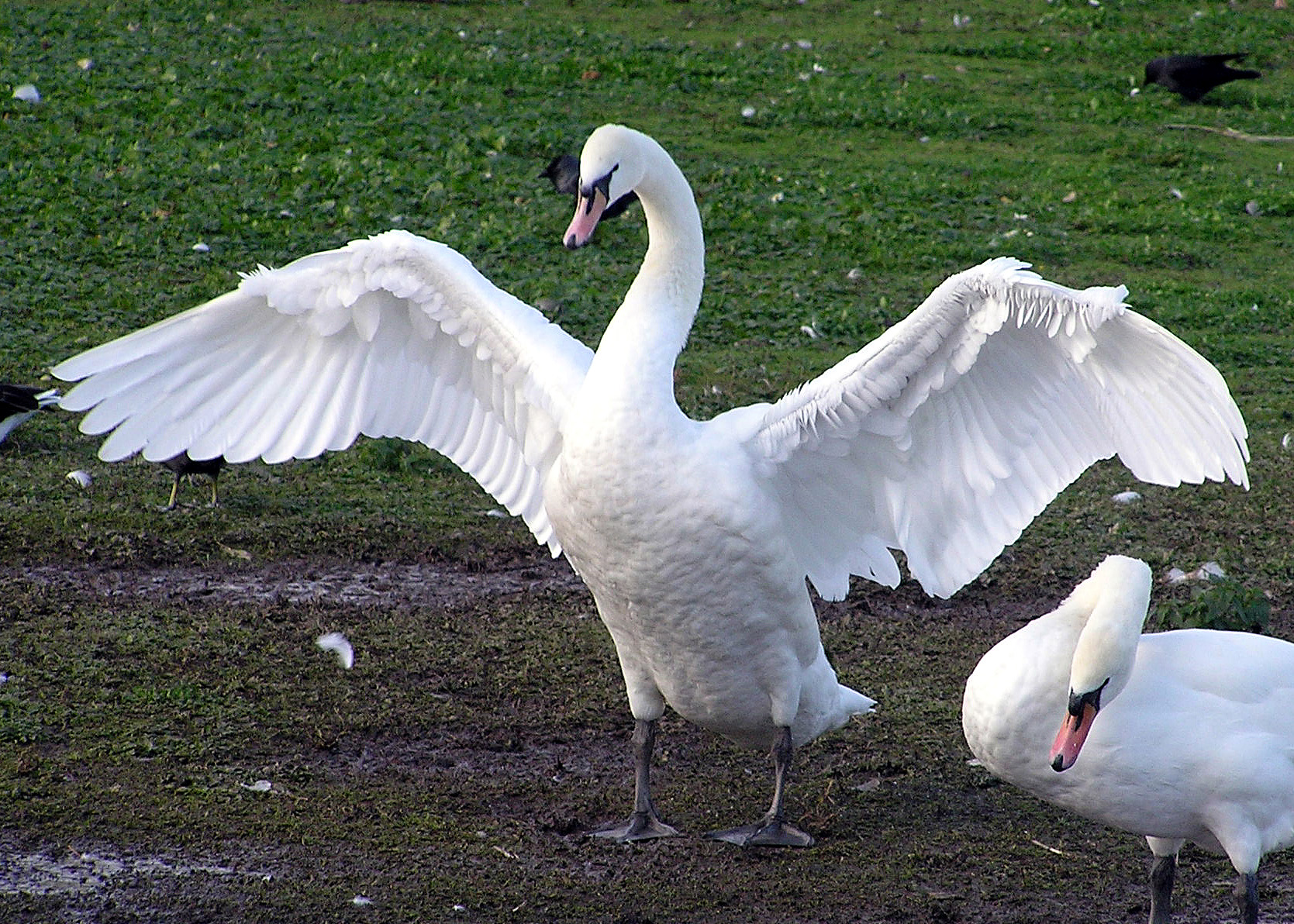
قوی گنگ با بال‌های کشیده

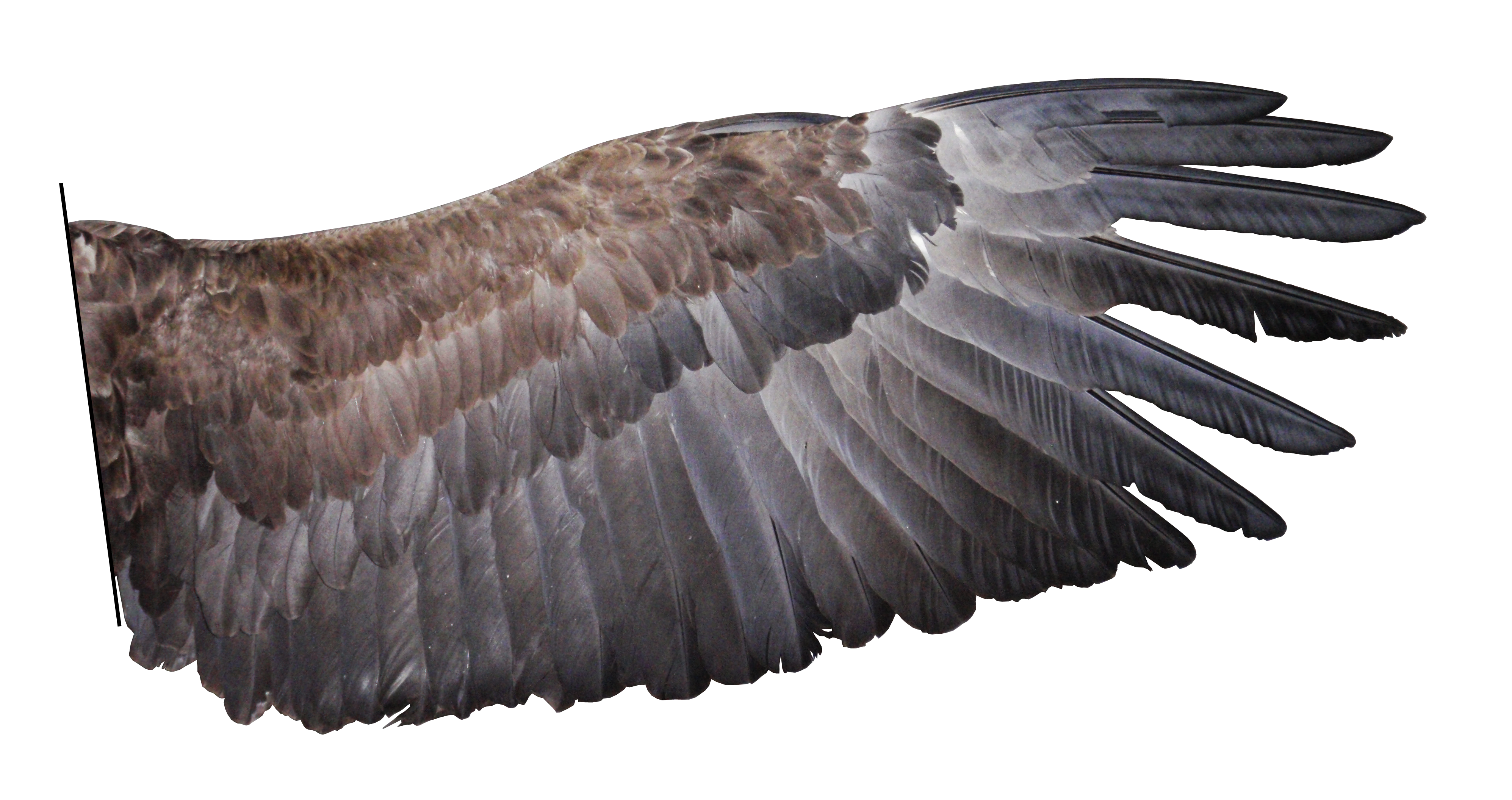
بال عقاب دریایی دم‌سفید

بال‌های پرنده اندام جلویی جفتی در پرندگان هستند. بال‌ها به پرندگان توانایی پرواز داده و سبب بالارفتن جانور می‌شوند.
در پرندگان بدون پرواز زمینی بال‌ها کوچک شده یا اینکه آن‌ها اصلاً بال ندارند (مانند موآ). در پرندگان آبزی بی‌پرواز (مانند پنگوئن‌ها) بال‌ها می‌توانند نقش باله را داشته باشند.

## کالبدشناسی
مانند بیشتر چهاراندامان دیگر، اندام جلویی پرندگان از شانه (با استخوان بازو)، ساعد (با استخوان زند زیرین و زند زبرین) و دست تشکیل شده‌است.
دست در پرندگان به‌طور چشمگیری دچار دگرگونی شده‌است: برخی از استخوان‌های آن کوچک شده و برخی دیگر با یکدیگر ادغام شده‌اند. سه استخوان کف‌دستی و بخشی از استخوان‌های مچ دست به یک کارپومتاکارپوس تبدیل می‌شوند. استخوان‌های سه انگشت به آن چسبیده‌است. جلویی یک آلولا دارد - گروهی از پرها که مانند لت‌های هواپیما عمل می‌کنند. معمولاً این انگشت دارای یک استخوان بند انگشت، انگشت بعدی دارای دو استخوان و پشت یک استخوان است (اما برخی از پرندگان یک بند انگشت بیشتر در دو انگشت اول دارند - پنجه).

### مشکل هویت انگشت

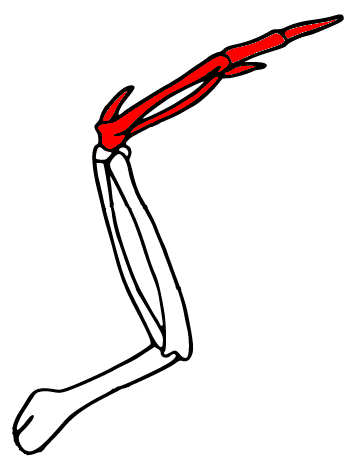
اسکلت بال. با رنگ قرمز برجسته: استخوان کف‌دستی-مچی (carpometacarpus) و ۳ انگشت

استخوان‌های سه انگشت در بال پرنده حفظ شده‌است. حدود ۱۵۰ سال است که دربارهٔ اینکه آنها کدام انگشتان هستند بحث شده‌است و ادبیات گسترده‌ای به آن اختصاص داده شده‌است. داده‌های کالبدشناختی، دیرینه‌شناسی و مولکولی نشان می‌دهد که این انگشتان ۱–۳ هستند، اما داده‌های جنین‌شناسی نشان می‌دهد که اینها در واقع انگشتان ۲–۴ هستند. چندین فرضیه برای توضیح این اختلاف ارائه شده‌است. به احتمال زیاد، در پرندگان، جوانه‌های انگشت ۲–۴ آغاز دنباله برنامه ژنتیکی برای رشد انگشتان ۱–۳ هستند.

## شکل بال
شکل بال در تعیین توانایی پرواز پرنده مهم است. شکل‌های مختلف با معاوضه‌های متفاوتی بین مزایایی مانند سرعت، مصرف کم انرژی و توانایی مانور مطابقت دارند. دو پارامتر مهم نسبت جهت و بارگذاری بال هستند. نسبت جهت نسبت طول بالها به میانگین وتر آن (یا مربع طول بال تقسیم بر مساحت بال) است. بارگذاری بال نسبت وزن به مساحت بال است.
بیشتر انواع بال پرندگان را می‌توان به چهار نوع دسته‌بندی کرد که برخی از آنها بین دو نوع از این نوع قرار می‌گیرند. این نوع بال‌ها عبارتند از بال‌های بیضی، بال‌های سرعت بالا، بال‌های با نسبت جهت بالا و بال‌های اوج‌گیری با شکاف‌ها.

شکل‌های بال

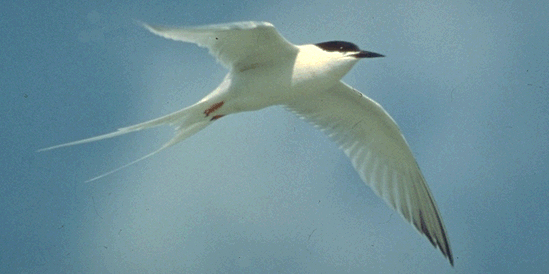
پرستودریایی گلگون از بارگیری بال کم و نسبت جهت زیاد برای رسیدن به پرواز با سرعت کم استفاده می‌کند.